# حسن حسني عبد الوهاب

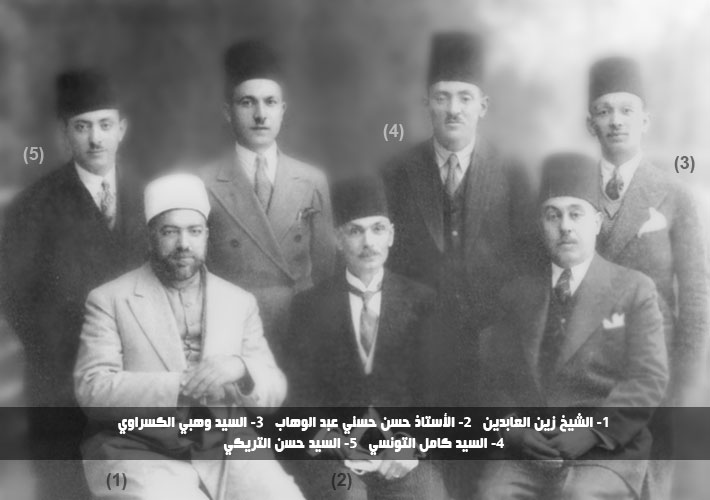
حسن حسني عبد الوهاب (في الوسط) مع مجموعة من المثقفين التونسين.

كتابه المعنون شهيرات التونسيات.

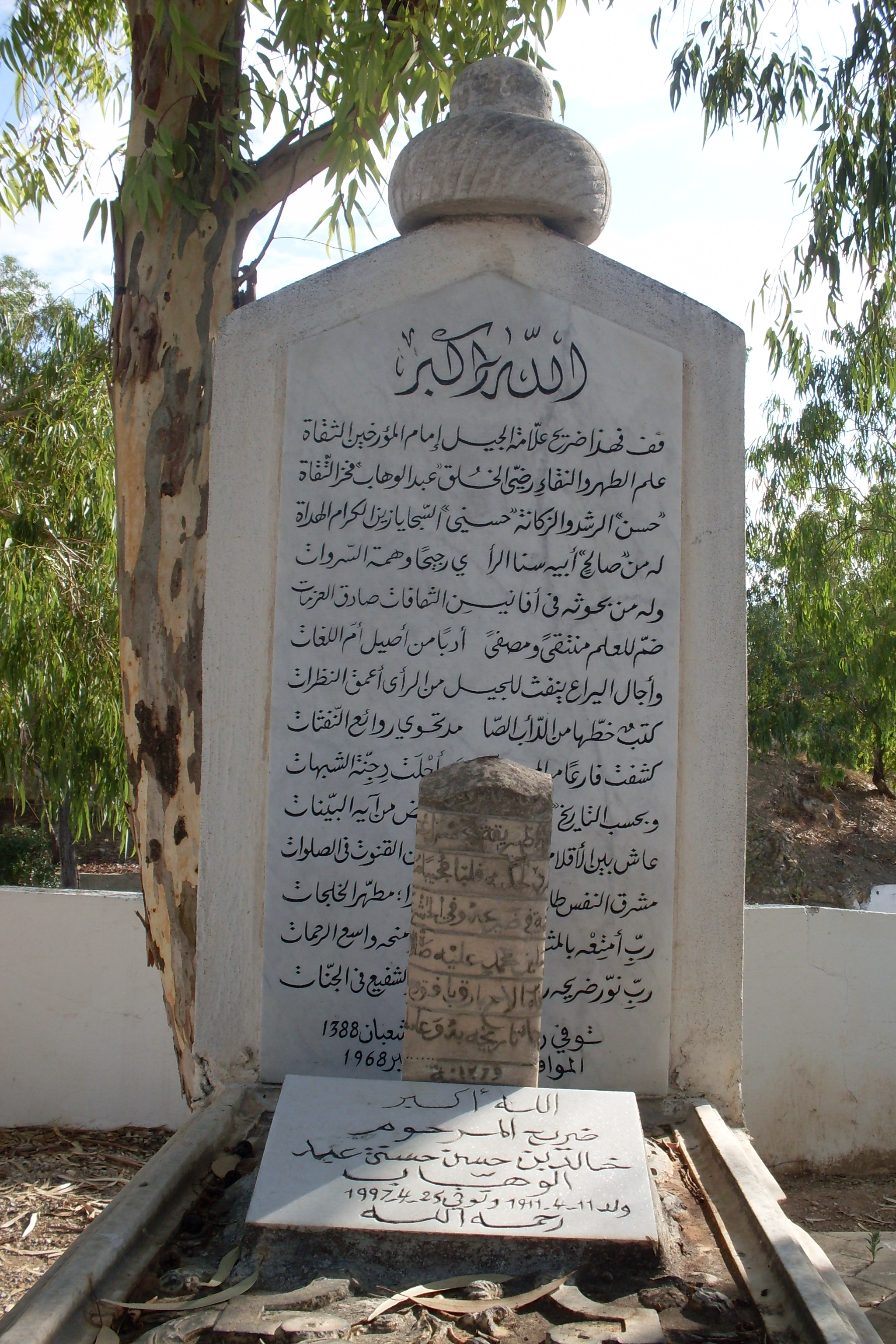
قبر حسن حسني عبد الوهاب وابنه خالد في مقبرة الجلاز.

حَسَن حُسْني بن صالح بن عبد الوهاب بن يوسف الصمادحي التجيبي. وُلِدَ في تونس العاصمة، يوم الاثنين 27 رمضان 1301 هـ / 21 جويلية 1884م - وتوفي فيها يوم السبت 18 شعبان 1388 هـ / 9 نوفمبر 1968م) أديب ولغوي ومؤرخ تونسي، واسمه مركب: (حسن حسني).

## السيرة الذاتية

### أصوله
ينحدر حسن حسني عبد الوهاب من أسرة ذات يسر ووجاهة، إذ تنحدر من بني صمادح من ملوك الطوائف بالأندلسيين، وكان جده عبد الوهاب بن يوسف التجيبي يتولى شؤون الحرس الأهلي للبلاد (الحوانب) ويترأس التشريفات في عهد البايات الحسينيين في عهود محمد باي وحسين باي ومصطفى باي وأحمد باي الأول. والده صالح بن عبد الوهاب تولى عدة وظائف في الدولة منها مترجم خاص لوزير الخارجية الجنرال حسين وعامل الباي في الأعراض (جنوب تونس) والمهدية. أما من جهة أمه فهو ينحدر من علي بن مصطفي آغا قيصرلي أحد كبار أعوان خير الدين باشا.

### نشأته
تلقّى تعلمه الابتدائي بأحد كتاتيب مدينة تونس ثم بالمدرسة الابتدائية بالمهدية حيث حفظ ربع القرآن وابتدأ تعلم الفرنسية. ثم دخل أول مدرسة فرنسية بالحاضرة ونال شهادة العلوم الابتدائية عام 1899 فالتحق حينئذ بالمدرسة الصادقية وبها درس العربية والترجمة ثم قصد العاصمة الفرنسية باريس وانتظم في سلك تلامذة مدرسة العلوم السياسية. غير أنه عاد إلى تونس عند وفاة والده عام 1904.

### مساره الوظيفي
تقلب حسن حسني عبد الوهاب في عدة وظائف إدارية إذ عمل في إدارة الفلاحة والتجارة في قسم أملاك الدولة فيما بين عامي 1905 و1910 ثم عُيّن رئيسا لإدارة غابة الزياتين لشمال البلادالتونسية، وخلال الحرب العالمية الأولى التحق بإدارة المصالح الاقتصادية كرئيس قسم في 1916، وفي عام 1920 عُيّن رئيسا لخزينة المحفوظات التونسية وهو أول من وضع جهازا لفهرست محتوياتها. وفي العام نفسه عُيّن قائدا (أي واليا) على المثاليث وكان مقر القيادة مدينة جبنيانة، وانتقل بمثل خطته عام 1928 إلى المهدية وبقي بها إلى عام 1935، لينتقل إلى الوطن القبلي ومقره بمدينة نابل. في عام 1939 عاد إلى مدينة تونس ليتم تعيينه وكيل الإدارة المحلية والجهوية لشؤون الإدارة الداخلية للبلاد، ثم عُيّن رئيسا لمصلحة الأوقاف فيما بين عامي 1942 و1943. وفي 3 مايو من هذه السنة عين وزيرا للقلم في بداية عهد محمد الأمين باي واستمر في هذا المنصب إلى يوليو 1947. وبعد الاستقلال عُيّن على رأس المعهد القومي للآثار والفنون بين 1957 و1962 وأسس خلال هذه الفترة خمسة متاحف، أربعة منها للآثار الإسلامية، والخامس للآثار الرومانية في قرطاج.

### نشاطه العلمي
رغم توليه الوظائف الإدارية، فقد كان لحسن حسني عبد الوهاب نشاط علمي وثقافي متميز فلم ينقطع عن الكتابة وإلقاء الدروس والمحاضرات. وقد شارك حسن حسني عبد الوهاب في عدد كبير من المؤتمرات العلمية والثقافية خارج تونس ومن بينها: مؤتمر المستشرقين المنتظم بالجزائر العاصمة عام 1905، كما شارك في مؤتمر كوبنهاقن بالدانمارك عام 1908، ومؤتمر باريس للمستشرقين الفرنسيين في 1922 ومؤتمر رباط الفتح بالمغرب عام 1927، ومؤتمر الموسيقى الشرقية بالقاهرة عام 1932، إلى جانب عدة مؤتمرات وندوات أخرى مثل فيها الحكومة التونسية. 

وبالإضافة إلى ذلك حظي حسن حسني عبد الوهاب بعضوية مجمع اللغة العربية بدمشق منذ 1919 ومجمع اللغة العربية بالقاهرة منذ 1932 والمجمع العلمي العراقي والمجمع الفرنسي للنقائش والفنون الجميلة منذ عام 1939، وهو كذلك عضو في المعهد المصري وعضوا مراسلا للمعهد التاريخي الإسباني. كما سنحت له الفرصة لتدريس التاريخ بالمدرسة الخلدونية بين 1910 و1924. 

يتحدث حسن حسني عبد الوهاب إلى جانب العربية، اللغة الفرنسية بطلاقة، ويجيد نسبيا الإيطالية والتركية.

## اهتمام بالتراث
لقد كان حسن حسني عبد الوهاب مولعا بجمع المخطوطات والكتب النادرة، وقد جمع خلال حياته عددا كبيرا من نفائس المخطوطات وقد أهداها إلى المكتبة الوطنية التونسية. ومن أهم أقدم نسخ القرآن بمكتبة حسن حسني عبد الوهاب في دار الكتب الوطنية ما يلي:
- قطعة من نسخة بخط كوفي عتيق، قوامها 70 ورقة.
- قطعة من نسخة، بخط مغربي عتيق، مكتوبة على الرق، قوامها 83 ورقة.
- قطعة من نسخة بخط كوفي عتيق، قوامها 183 ورقة.
- قطعة من نسخة مكتوبة على الرق بالخط الكوفي، قوامها 49 ورقة.

## مؤلفاته
صدر لحسن حسني عبد الوهاب عدد هام من الكتب:
- المنتخب المدرسي في الأدب التونسي، الطبعة الأولى، تونس، 1908.
- بساط العقيق في حضارة القيروان وشاعرها ابن رشيق، الطبعة الأولى، تونس، 1912.
- خلاصة تاريخ تونس، الطبعة الأولى، تونس، 1918.
- الإرشاد إلى قواعد الاقتصاد، الطبعة الأولى، تونس 1919.
- مجمل تاريخ الأدب التونسي، الطبعة الأولى، تونس 1927.
- شهيرات التونسيات، الطبعة الأولى، تونس 1934.
- الإمام المازري، دار الكتب الشرقية، تونس، 1955.
- ورقات عن الحضارة العربية بإفريقية التونسية، جمع فيها بعض مقالاته المنشورة في المجلات وصدر في ثلاثة مجلدات، الجزء الأول في 1965 والثاني في 1966.
- كتاب العمر في المصنفات والمؤلفين التونسيين، تحقيق بشير البكوش ومحمد العروسي المطوي، وصدر في 4 أجزاء عن دار الغرب الإسلامي ببيروت عام 1990.[7]

ومن الكتب التي حققها حسن حسني عبد الوهاب:
- أعمال الأعلام في قسمه تاريخ إفريقية وصقلية للسان الدين بن الخطيب، وطبع في باليرمو عام 1910.
- رسائل الانتقاد في نقد الشعر والشعراء لابن شرف القيرواني، ونشرت لأول مرة سنة 1911 في مجلة المقتبس الدمشقية.
- ملقى السبيل لأبي العلاء المعري، وقد نشر في مجلة المقتبس عام 1912.
- وصف إفريقية والأندلس، وهو مأخوذ من كتاب مسالك الأبصار لابن فضل الله العمري، ونشر بتونس عام 1920.
- كتاب يفعول للصاغاني، وقد نشر بتونس عام 1924.
- التبصر بالتجارة للجاحظ، طبعة أولى بدمشق في 1933 وثانية بمصر في 1925 وثالثة ببيروت في 1966.
- كتاب آداب المعلمين لمحمد بن سحنون عن أبيه، ونشر بتونس عام 1934.
- الجمانة في إزالة الرطانة في اللهجة الأندلسية والتونسية لمجهول، طبعة المعهد العلمي بمصر، 1953.
- رحلة التجاني لعبد الله التيجاني، طبعة تونس 1958.

أما مصنفاته وأبحاثه فهي:
- الإستيلاء الإسلامي على صقلية ، طبعة تونس في 1905.
- امتزاج العناصر التي يتألف منها الشعب التونسي ، طبعة في 1917.
- تقدم الموسيقى العربية بالمشرق والمغرب والأندلس ، طبعة في 1918.
- بحث في دينارين نورمانيين في المهدية ، طبعة في 1930.
- شاهد عيان لفتح الأندلس ، طبعة في 1932.
- منعرج في تاريخ الأغالبة: ثورة الطنبذي ، طبعة في 1937.

## الجوائز والتشريفات
- الدكتوراه الفخرية من جامعة العلوم في القاهرة في 1950.[2]
- الدكتوراه الفخرية من جامعة العلوم الجزائرية في 1960، لم يذهب لدعمه ثورة التحرير الجزائرية.[2]
- جائزة الدولة التقديرية في 1968 قبل يومين من وفاته وتلقاها نيابة عنه رئيس مجلس الأمة الصادق المقدم.[2]